# Promise Eve
『Promise Eve』は、SHAZNAのインディーズ最後のミニ・アルバム。1997年1月22日にBMGビクターよりリリースされた。

## 概要
前作より6ヶ月ぶりとなるアルバム。新曲1曲と過去のリメイク曲5曲が収録されている。
2022年5月現在2番目に売れたアルバム。

## 収録曲
1. TOPAZ
作詞：IZAM／作曲：NIY・AOI／編曲：SHAZNA・奈良敏博
2. Melty Love
作詞：IZAM／作曲：AOI／編曲：SHAZNA
3. Dizziness
作詞：IZAM・AOI／作曲：AOI／編曲：SHAZNA・奈良敏博
4. If… with tears in one’s eyes
作詞：IZAM／作曲：AOI／編曲：SHAZNA
5. Cliches
作詞：IZAM／作曲：AOI／編曲：SHAZNA
6. PEARL
作詞：IZAM／作曲：AOI／編曲：SHAZNA